# エルサルバドル陸軍
エルサルバドル陸軍（エルサルバドルりくぐん、スペイン語: Ejército de El Salvador）は、エルサルバドル軍の中の組織の一つ。エルサルバドル軍の中核を担う。
20,500人ほどの陸軍。装備はM16自動小銃やM60機関銃などアメリカ軍に準じており、最新装備も少数ながら保有している。
6個旅団を保有しており、その他専門部隊や、空挺や対テロ任務などを行う特殊部隊が存在している。
1842年より存在し、サッカー戦争ではホンジュラス軍と交戦した。エルサルバドル内戦時には国内の左翼ゲリラとの戦いの間で、三軍の中で最も多くの人権侵害や虐殺をしたことで知られており、エルサルバドル軍自体の悪評の主な原因となっていた。

## 装備

### 車両
- AML-90 装甲偵察車 ×5両（他に4両が保管中）[1]
- VAL Cashuat 装輪式装甲兵員輸送車 ×30両（近代化改修済み）[1]
- UR-416 装輪式装甲兵員輸送車 ×8両[1]
- サンドキャット 汎用装甲車 ×5両以上[1]

### 火砲・ロケット砲
- M102 105mm榴弾砲 ×36門[1]
- M-56 105mm榴弾砲 ×18門[1]
- M198 155mm榴弾砲 ×12門[1]
- M29 81mm迫撃砲 ×151門[1]
- UBM52 120mm迫撃砲 ×12門[1]
- M-74 120mm迫撃砲 ×複数（保管中）[1]
- M67 90mm無反動砲 ×379基[1]
- M40A1 106mm無反動砲 ×20基（うち自走型16基）[1]
- M-55 20mm機関砲 ×31基[1]
- TCM-20 20mm機関砲 ×4基[1]